# Nenema convergens
Nenema convergens är en insektsart som först beskrevs av Bunn 1930.  Nenema convergens ingår i släktet Nenema och familjen Caliscelidae. Inga underarter finns listade i Catalogue of Life.